# Banne
Banne ist eine touristisch geprägte französische Gemeinde mit 650 Einwohnern (Stand 1. Januar 2022) im Westen des französischen Départements Ardèche. Die Bewohner werden Bannards und Bannardes genannt.

## Geografie
Banne liegt am Fuße der Cevennen im Süden des Départements, im Schwemmtal des Flusses Chassezac. Dort grenzt die Gemeinde an die Nachbarkommunen Les Vans und Saint-Paul-le-Jeune. Nach Saint-Ambroix sind es 14 km, nach Les Vans 10 km. Die nächstgrößere Stadt ist Alès in 27 Kilometern Entfernung Richtung Südwesten. Im Norden und Osten des Gemeindegebietes verläuft das Flüsschen Granzon, eine Nebenfluss des Chassezac.

## Geschichte
Grabfunde aus Kalk, wie das Hünengrab von La Lauze, zeigen, dass der Ort bereits von den Galliern besiedelt war. Erstmals wurde er als Bane mit seinem castrum im 13. Jahrhundert erwähnt. Der Name des Ortes leitet sich vermutlich von bono ab, was im lokalen Dialekt das Horn bedeutet. Mit Hörnern sind wahrscheinlich die zahlreichen Felsen der Umgebung gemeint, die die Form spitzer Hörner haben.
Im Frühmittelalter gehörte der Ort zum Besitz der gleichnamigen Familie Banne, bis in das 16. Jahrhundert wurde sie von den Roure, einer alten Adelsfamilie aus dem Vivarais, verwaltet.
Damals wurde die Siedlung zur Stadt ausgebaut und gewann an Reichtum. Als aber der Graf François-Louis de Saillans während der Französischen Revolution eine königliche Gegenrevolution startete, bei der ihm 1500 Bauern folgten und die Festung 1792 zum ersten Mal erobert wurde, kam es zu heftigen Auseinandersetzungen. Bei Brandanschlägen der Republikaner infolge des Krieges wurden das Schloss sowie große Teile der Stadt fast vollständig zerstört. General Louis Alexandre d’Albignac eroberte die Gemeinde zurück, dem Reichtum von Banne war aber damit endgültig ein Ende gesetzt. Erst 1832 wurde Banne, nach Abspaltung der Nachbargemeinde Saint-Paul-le-Jeune, auf königlichen Befehl eigenständige Kommune.

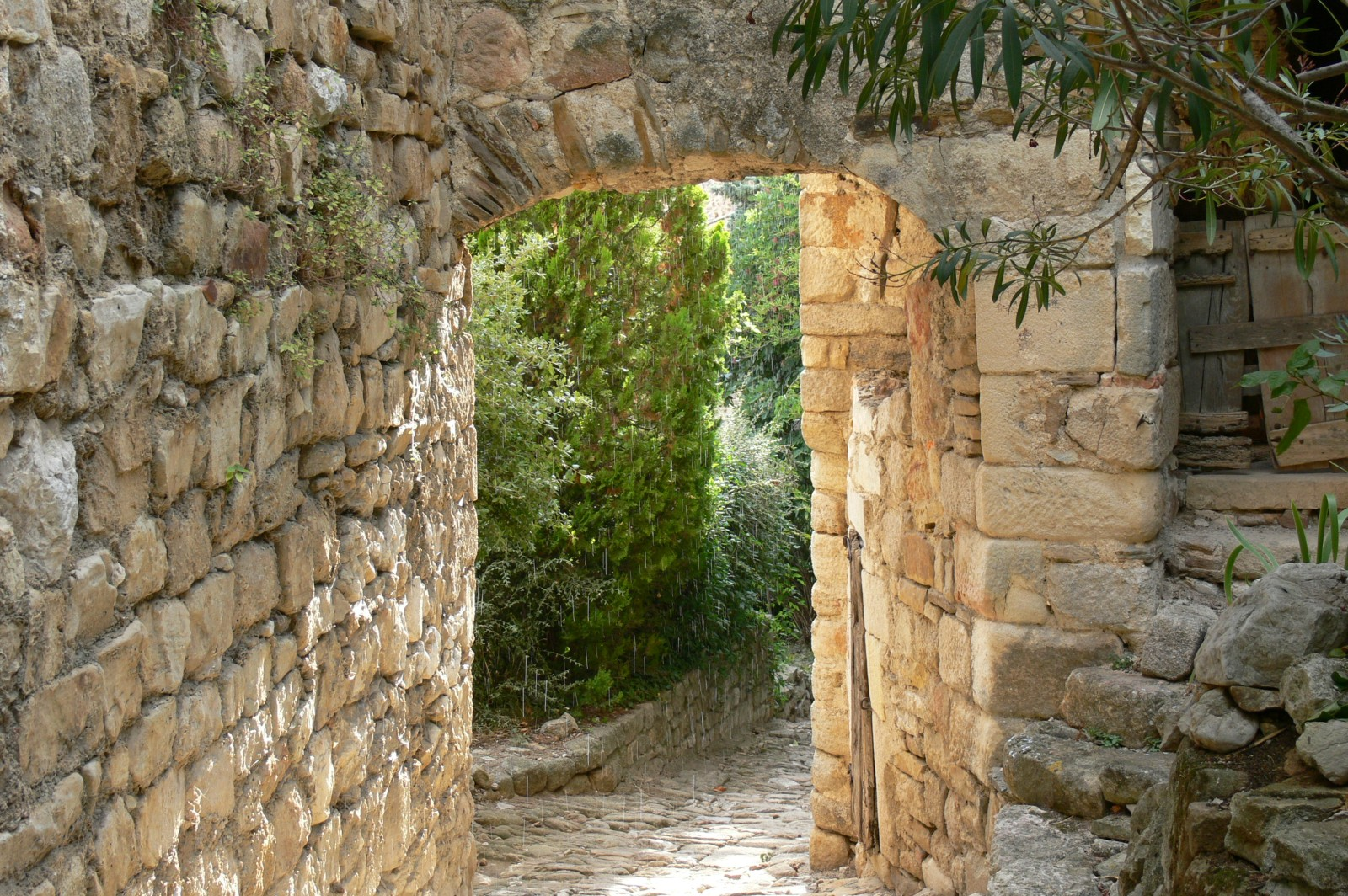
Eine Gasse im Ortszentrum

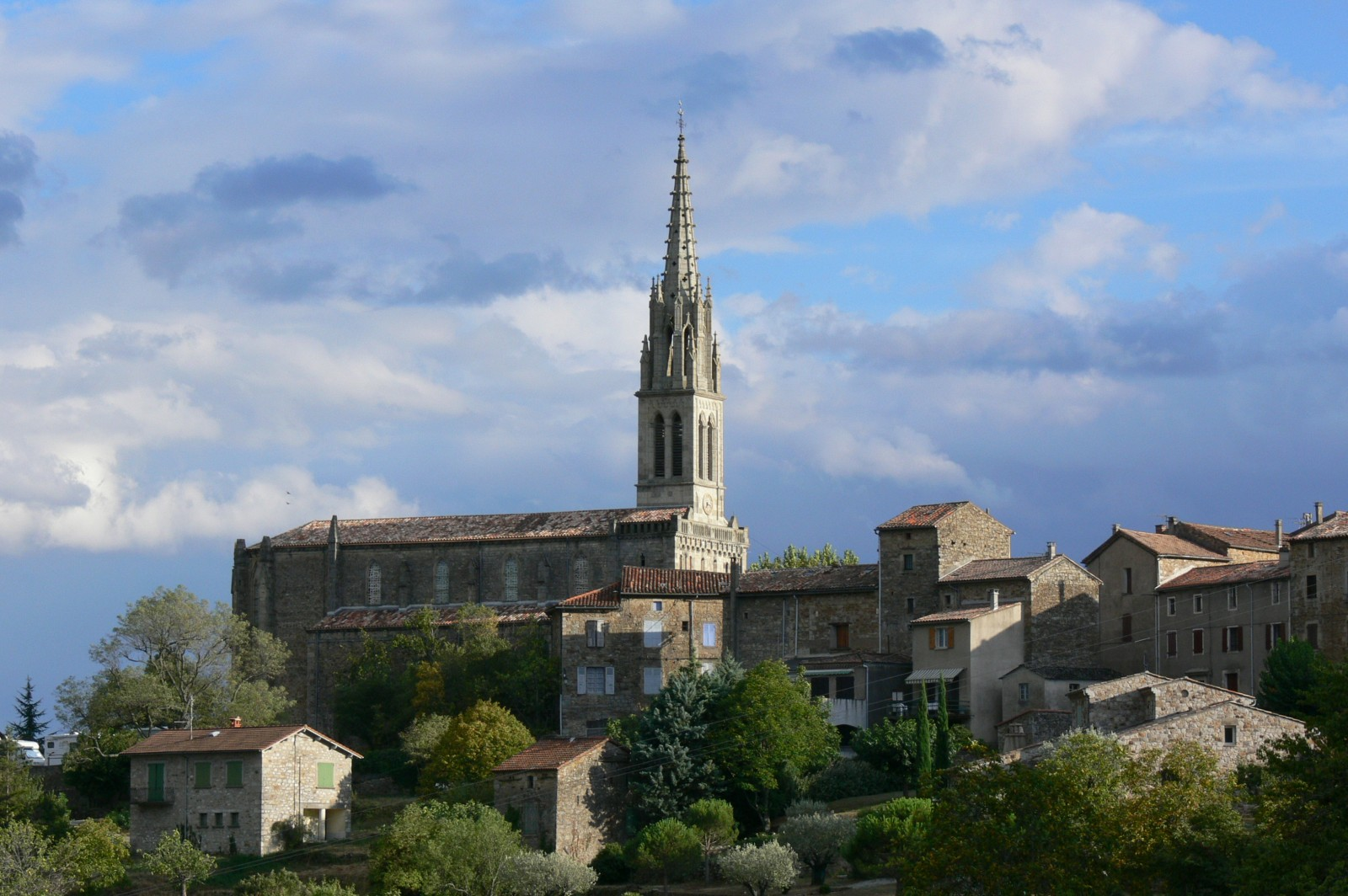
Von Weitem gut sichtbar, die Kirche von Banne

### Bevölkerungsentwicklung
| Jahr                       | 1962 | 1968 | 1975 | 1982 | 1990 | 1999 | 2006 | 2017 |
| Einwohner                  | 506  | 446  | 459  | 505  | 535  | 555  | 620  | 666  |
| Quellen: Cassini und INSEE |      |      |      |      |      |      |      |      |

## Wirtschaft
Der Wohlstand der Gemeinde im Mittelalter gründete sich vor allem auf Kohlevorkommen, die bis zur Mitte des 20. Jahrhunderts abgebaut wurden. Es handelt sich dabei um die einzigen im gesamten Département. Seit dem Ende des Kohleabbaus, verdeckt ein künstlich angelegter Wald die Spuren der alten Industrie. Das Viadukt von Doulovy, gebaut 1876, ist eines der letzten Zeugnisse der Kohleförderung.

## Sehenswürdigkeiten

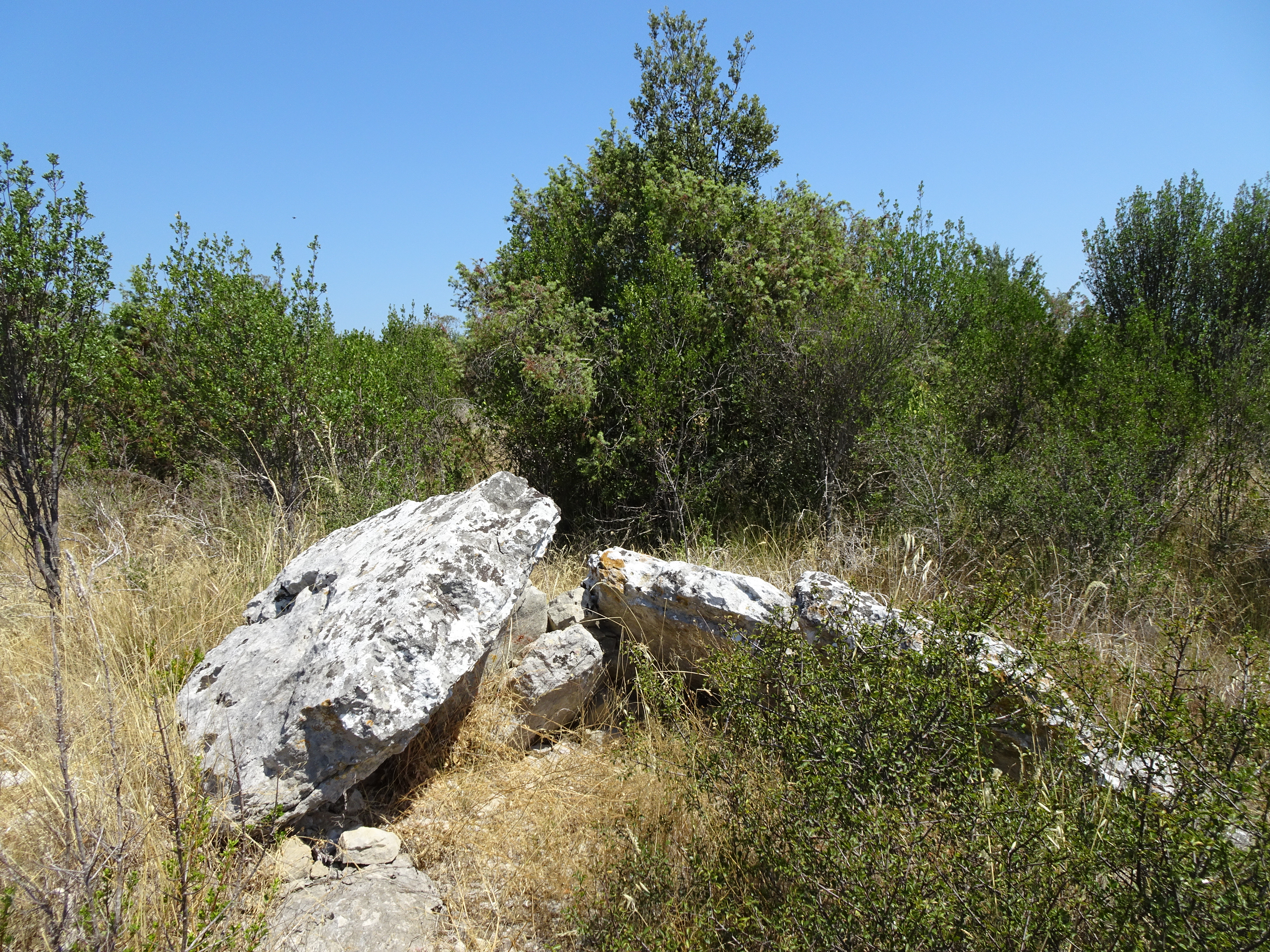
Dolmen de la Lauze

In Banne können heute noch Reste der alten Festungsmauer, sowie die Ruinen des imposanten Schlosses besichtigt werden, das im 12. Jahrhundert erbaut wurde und 1792 niederbrannte. Nach Rekonstruktionsarbeiten sind ein Teil der Terrassen und gewölbten Pferdeställe aus Sandstein wieder intakt und zu besichtigen.
Aber auch das Dorf mit seinen antiken Häusern und Gassen ist sehenswert, genauso wie die Schlösser von Lèbres und Larque. Ein Denkmal zu Ehren der Widerstandskämpfer, die eine Gruppe deutscher Soldaten am 30. Juli 1944 verhaftete, erinnert an die Toten des Zweiten Weltkriegs. Die romanische Kirche, die im 19. Jahrhundert restauriert wurde, ist für ihren ausgemeißelten Katheder bekannt. Das nahegelegene Musée de l’Oeuf décoré et de l’icônes, zeigt antike und zeitgenössische Darstellungen von bemalten Eiern, sowie religiöse Gemälde und Ikonen.
Im Gemeindegebiet erstreckt sich außerdem der Wald de Païolive, der bizarre Kalksteinformationen aufweist, sowie das Viadukt von Doulovy, eine frühere Lieferbrücke mit Eisenbahnschienen.
Im Ort liegen der Dolmen de la Bannelle, die Dolmen des Champs-Grands, die Dolmen de la Lauze und der Statuenmenhir "Stèle du Bois Noir".